# Alberto Coto García
 Alberto Coto García  (nascut el 20 de maig de 1970, Lada, Llangréu, Astúries) és una reconeguda calculadora humana i actual campió del món en càlcul mental. Assessor Laboral, Fiscal i Comptable de professió, ha demostrat les seves habilitats i ha aparegut en nombrosos programes i informatius de televisió. En els últims anys ha dut a terme demostracions i conferències.

## Biografia
Amb sis anys ja demostrava capacitat per al càlcul comptant els punts al final de les partides de cartes. Amb el pas dels anys i gràcies a una enorme inquietud pel càlcul i per l'enfortiment del cervell, va anar desenvolupant la seva capacitat, arribant a convertir-se en la persona més ràpida del món fent càlculs mentals, certificat pels seus diversos rècords i els seus títols de Campió del Món.
Es va presentar al Tecnològic de Monterrey Campus Cuernavaca el 20 d'octubre el 2008 per compartir les seves anècdotes i experiències personals com una persona triomfadora, presentadosele per la seva paisana la directora del campus, Alejandra Vilalata i Perdomo on els nois van quedar sorpresos abans aquesta calculadora humana.
Ha publicat llibres que han arribat a ser best seller a Espanya i Amèrica Llatina. Entra altres, L'aventura del càlcul (2003), Entrenament Mental (2006 [4a edició 2007] Madrid: Editorial EDAF ISBN 978-84-414-1876-9), Enforteix la teva ment (2007. Madrid: Editorial EDAF ISBN 978-84-414-2007-6) i Ajuda el teu fill a entrenar seva intel·ligència (2009. Madrid: Editorial EDAF ISBN 978-84-414-2099-1).

## Reconeixements
En els 3 campionats mundials del càlcul mental que s'han celebrat fins ara Alberto Coto ha aconseguit sempre algun dels títols en joc. El 2004 va ser campió del Món en Suma i en Multiplicació a Annaberg. El 2006 va ser Campió del Món en Multiplicació a Giessen, i el 2008 va ser Campió del Món en Suma, Multiplicació i Absolut a Leipzig.
L'1 de juliol de 2008 Alberto Coto es va proclamar campió absolut de càlcul mental a la ciutat Alemanya de Leipzig enfrontant-se als 28 participants de 12 nacionalitats diferents.
Actualment homologats alguns rècords que impliquen una velocitat de càlcul superior a les 4 operacions per segon:
- Suma de 100 dígits simples el 19,23 segons (rècord Guinness)
- Multiplicació de 2 nombres de 8 dígits en 56,5 segons (rècord Guinness)
- Deu sumes de 10 nombres de 10 dígits en 4 minuts 26 segons
- Deu multiplicacions de 2 nombres de 8 dígits en 8 minuts 25 segons

| Anterior: Robert Fountain | Campió del món de càlcul mental 2004-2008 | Següent: Alberto Coto |